# Diplonevra basilewskyi
Diplonevra basilewskyi är en tvåvingeart som beskrevs av Rudolf Beyer 1960. Diplonevra basilewskyi ingår i släktet Diplonevra och familjen puckelflugor. Inga underarter finns listade i Catalogue of Life.